# Акустоэлектроника
Акустоэлектроника — область науки и техники, изучающая и использующая взаимодействие высокочастотных (с частотой выше 20 кГц) акустических волн с электрическим полем и электронами в твёрдых телах. Существуют три основных эффекта акустоэлектроники: электронное поглощение акустических волн, изменение скорости акустических волн, акустоэлектрический эффект.

## Применение
В радиоэлектронных системах обработки и передачи информации объёмные акустические волны используются в линиях задержки и кварцевых резонаторах для стабилизации частоты. Разработаны и широко применяются приборы на поверхностных акустических волнах: полосовые фильтры, линии задержки, полосовые фильтры для телевидения, синтезаторы частоты, усилитель поверхностной акустической волны типа лампы бегущей волны, акусто-инжекционный транзистор, устройство с переносом заряда акустической волной, конвольверы и корреляторы, использующие поперечный акустоэлектрический эффект, устройство считывания изображений, устройства памяти.

## История
Акустоэлектроника сформировалась как самостоятельный раздел электроники в 60-х гг. 20 века, когда начались интенсивные исследования, связанные с открытием эффекта усиления акустических волн дрейфующими электронами проводимости в кристаллах сульфида кадмия. Бурное развитие акустоэлектроники было вызвано необходимостью создания простых, надежных и миниатюрных устройств обработки радиосигналов для радиоэлектронной аппаратуры. С помощью устройств акустоэлектроники осуществляется преобразование сигналов во времени (задержка сигналов, изменение их продолжительности), по частоте и фазе (преобразование частоты и спектра, сдвиг фаз), по амплитуде (усиление, модуляция), а также более сложные функции, преобразования (интегрирования, кодирование и декодирование, получение функции свертки, корреляция сигналов); в ряде случаев акустоэлектронные методы преобразования сигналов являются более простыми (по сравнению, например, с электронными методами), а иногда и единственно возможными.
Возможности такого использования устройств акустоэлектроники обусловлены малой скоростью распространения акустических волн (по сравнению со скоростью распространения электромагнитных волн) и различными видами взаимодействия этих волн с электромагнитными полями и электронами проводимости в твердых телах, а также малым поглощением акустических волн в кристаллах (высокой добротностью акустических колебательных систем).
В устройствах акустоэлектроники используются как объемные, так и поверхностные акустические волны. Для изготовления акустоэлектронных устройств используются в основном пьезоэлектрические материалы и слоистые структуры, состоящие из слоев пьезоэлектрика и ЧП, а также сегнетоэлектрики, ЧП, которые не имеют пьезоэлектрических свойств и др.
В большинстве устройств акустоэлектроники осуществляется преобразование высокочастотных электрических сигналов в акустические волны (возбуждение акустических волн), которые распространяются в звукопроводе, а затем снова превращаются в высокочастотный сигнал (прием акустических волн). Для возбуждения и приема объемных акустических волн используются в основном пьезоэлектрические преобразователи: пьезоэлектрические пластинки (на частотах до 100 МГц), пьезополупроводниковые преобразователи (диффузные или с запирающим слоем, в диапазоне частот 50-300 МГц), пленочные преобразователи (на частотах свыше 300 МГц), а для возбуждения и приема поверхностных акустических волн (ПАВ) — встречно-штыревые преобразователи.
Первыми устройствами акустоэлектроники были устройства на объемных волнах: линии задержки, осуществляют задержку сигналов в диапазоне частот до 50 МГц, и кварцевые резонаторы, предназначенные для стабилизации частоты генераторов. Позже были созданы акустические микроскопы и интроскопы. Наибольшее распространение получили акустоэлектронные устройства на ПАВ, что обусловлено малыми потерями на преобразование при возбуждении волн, возможностью управления распространением волн в любых точках звукопроводу (на пути распространения волн), а также возможностью создания устройств с управляемыми частотными, фазовыми и другими характеристиками. К таким устройствам акустоэлектроники относятся:
- резонаторы на поверхностных акустических волнах, которые применяют как узкополосные акустоэлектронные фильтры, а также вводят в контур генераторов для стабилизации их частоты;
- линии задержки (в том числе для длительной задержки сигналов в элементах памяти);
- фильтры на поверхностных акустических волнах (например полосные, согласованные)
- устройства кодирования и декодирования сигналов и др.

В акустоэлектронике взаимодействие акустических волн с электронами проводимости в проводниках и ЧП, а также в слоистых структурах приводит к таким явлениям, как электронное усиление или поглощения акустических волн и др. Эти эффекты лежат в основе работы различных устройств акустоэлектроники: акустоэлектронных усилителей и акустоэлектронных генераторов, устройств свертки и корреляции сигналов, акустоэлектронных фазовращателей, а также устройств считывания, хранения и записи информации и тому подобное.
На взаимодействия световых и акустических волн в конденсированных средах основана работа акустооптических устройств (дефлекторов, модуляторов, фильтров и т. п.), использование которых позволяет управлять амплитудой, поляризацией, спектральным составом оптического излучения, а также направлением его распространения.